# بامدادی گندمی
پروانه بامدادی گندمی (نام علمی: ila phanaeus) از گونه‌های مربوط به خانواده پشیزبال است. زیستگاه و پراکندگی این گونه در هند و آسیای جنوب شرقی می‌باشد.

## زیست‌گاه
این گونه پروانه در ساراواک، مگالایا، مانیپور، میزورام، میانمار، هندوچین، تایلند، ویتنام، لائوس، مالزی، سوماترا و بورنئو زندگی می‌کند.

## وضعیت بقاء
این گونه پروانه کم تراکم و نادر است.